# Queer as Folk (Groot-Brittannië)
Queer As Folk is een Britse televisieserie, gecreëerd door Russell T. Davies.

## Verhaal
De serie gaat over de homoseksuele vrienden Vince en Stuart. Beiden zijn eind twintig en het belangrijkste in hun leven zijn de clubs, seks en drugs. Op een avond versiert Stuart de 15-jarige Nathan. Nathan wordt verliefd op Stuart, maar voor Stuart was het niet meer dan een onenightstand.

## Rolverdeling
- Stuart Alan Jones - Aidan Gillen
- Vince Tyler - Craig Kelly
- Nathan Maloney - Charlie Hunnam
- Hazel Tyler - Denise Black
- Bernard Thomas - Andy Devine
- Rosalie Cotter - Caroline Pegg
- Romey Sullivan - Esther Hall
- Janice Maloney - Caroline O'Neill

## Trivia
- De serie zou een spin-off genaamd Misfits krijgen, maar deze serie werd door Channel 4 geannuleerd voordat hij in productie werd genomen. Russel T. Davies besloot hierna nooit meer met Channel 4 samen te werken.
- De Britse serie was zo succesvol dat er een Amerikaanse remake werd gemaakt. Fans van de originele serie waren niet erg gecharmeerd van de Amerikaanse versie die op enkele punten sterk van de Britse serie afwijkt.